# Österreichische Post
Österreichische Post Aktiengesellschaft je rakouská akciová společnost poskytující poštovní služby. Založena byla v roce 1999 u obchodního soudu ve Vídni. Je přímým právním nástupcem obchodních jednotek Gelbe Post a Postautodienst bývalé rakouské poštovní a telegrafní správy. Nabízí produkty a služby v poštovním, bankovním, telekomunikačním a energetickém sektoru. Působí také v dvanácti evropských zemích prostřednictvím svých dceřiných společností, a to zejména v oblasti přepravy zásilek a logistiky a neadresné pošty. S dceřinou společností Scanpoint GmbH také digitalizuje fyzické dopisy pro asi 50 rakouských firem (fyzické dopisy jsou otevírány a odeslány příjemci elektronicky).
Na jaře roku 2017 zavedla pošta tzv. „e-dopis“ a pokusila se tak nahradit e-mail a fyzickou fakturu. Zdůraznila výhody jako všudypřítomné poštovní schránky, bezpečnější než e-mail a ověřitelný přístup a potenciálním zákazníkům zaslala nabídku s aktivačními údaji. Podle vlastních údajů bylo do poloviny května 2017 téměř 90 000 aktivací.
V roce 2001, 2003 a 2011 získala společnost ocenění v soutěži Big Brother Awards Austria za obchod s adresami, porušování zákona o ochraně osobních údajů, získávání informací o rozpočtu zákazníků, které pak dále prodávala.